# スロウデイズ
「スロウデイズ」は、日本のヴィジュアル系バンド、R指定が2013年1月9日に発売した、通算13枚目となるシングル。

## 概要
- R指定初の連続シングルリリースで、3か月連続シングルリリースの第3弾シングル。2013年の第1弾シングルでもある。前作「クローゼットガール」から僅か1か月後に発売された。
- 通常盤と初回限定盤の2形態でのリリースで、初回限定盤にはDVDが封入されており、表題曲「スロウデイズ」のPVとメイキング映像が収録されている他、2012年6月10日の赤坂BLITZで行われた『R指定 全国九大都市単独公演ツアーファイナル サラバココロノ病ミ』の中の演奏曲3曲が収録されている[1]。

## 収録曲

### CD

#### 初回限定盤
1. スロウデイズ
ライブ・ビデオ集『映像盤。参』には、ツアー『R-shitei oneman tour 2013 世界の終わり』の2013年7月21日のZepp DiverCity Tokyo公演のライブの映像が収録されている。なお、本楽曲のPVは本作の他にも、ビデオ・クリップ集『映像盤。弐』にも収録されている。
2. アイツには勝てない

#### 通常盤
1. スロウデイズ
2. アイツには勝てない
3. 太陽と月
通常盤のみの収録。

### 初回限定盤DVD
1. スロウデイズ PV
2. スロウデイズ PV Making
3. さらば (ライブ映像)
実際のライブでは9曲目に演奏されていた。
4. 毒盛る (ライブ映像)
実際のライブでは13曲目に演奏されていた。
5. 盲目少女 (ライブ映像)
実際のライブでは18曲目に演奏されていた。

## 収録アルバム
オリジナルアルバム
- 『VISUAL IS DEAD』(#1)

## 収録映像作品
PV収録作品
- 『映像盤。弐』(#1)

ライブ映像収録
- 『映像盤。参』(#1)